# Воронков, Владимир Романович
Владимир Романович Воронков (3 марта 1920 — 12 декабря 2012) — подполковник, участник Великой Отечественной войны, Герой Советского Союза (1946).

## Биография
Владимир Воронков родился 3 марта 1920 года в селе Муравлянка Сараевского района Рязанской области (ранее — Сапожковский уезд Рязанской губернии). Детство и юность провёл в Алексине Тульской области. В 1938 году он окончил десять классов школы и аэроклуб. В 1938—1940 годах Воронков работал авиационным механиком в Тульском аэроклубе. В 1939 году он окончил Ульяновскую авиационную школу Осоавиахима. В декабре 1940 года Воронков был призван на службу в Рабоче-крестьянскую Красную Армию. В сентябре 1941 года он окончил Таганрогскую военную авиационную школу лётчиков, в марте 1943 года — Краснодарское объединённое военное авиационное училище, которое в то время находилось в эвакуации в Агдаме.
С августа 1943 года — на фронтах Великой Отечественной войны, командовал звеном 570-го (с октября 1944 году — 190-го гвардейского) штурмового авиаполка 12-й гвардейской штурмовой авиадивизии 3-го гвардейского штурмового авиакорпуса 5-й Воздушной армии. Принимал участие в боях на Западном и 2-м Украинском фронтах. Участвовал в освобождении Ельни, Смоленска, Рославля, летал на связном самолёте «По-2». С июля 1944 года он летал на штурмовике «Ил-2». Участвовал в Корсунь-Шевченковской, Ясско-Кишинёвской, Будапештской, Венской и Пражской операциях. За время своего участия в войне Воронков совершил 153 боевых вылета на «Ил-2» и 250 вылетов на «По-2».
Указом Президиума Верховного Совета СССР от 15 мая 1946 года за «мужество и героизм, проявленные в боях» гвардии старший лейтенант Владимир Воронков был удостоен высокого звания Героя Советского Союза с вручением ордена Ленина и медали «Золотая Звезда» за номером 6902.
После окончания войны Воронков продолжил службу в Советской Армии, служил в Венгрии, затем в Киевском военном округе. В марте 1948 года он был уволен в запас. В 1948—1950 годах Воронков работал мастером наладки контрольно-измерительных приборов, начальником смены по производству тяжёлой воды на Алексинском химическом комбинате. В 1952 году он окончил Тульский механический институт. В 1952—1953 годах Воронков работал механиком участка, затем помощником главного механика на угольной шахте «Зимники» в Прокопьевске. В 1953—1958 годах он руководил Кондомской машинно-тракторной станцией в городе Калтан, в 1958—1959 годах — Кемеровской ремонтно-технической станцией. С 1959 года проживал в Алексине, работал главным механиком треста «Алексинпромстрой», в 1965—1969 годах находился в заграничной командировке. В июле 1970 года Воронков вышел на пенсию. Проживал в Алексине.
Был также награждён орденом Красного Знамени, двумя орденами Отечественной войны 1-й степени, орденами Отечественной войны 2-й степени и Красной Звезды, а также рядом медалей. Почётный гражданин города Алексин и Алексинского района.
Владимир Романович Воронков скончался 12 декабря 2012 года в Алексине на 93-м году жизни. Он был последним Героем Советского Союза, проживавшим в Тульской области. Прощание с Владимиром Романовичем прошло 14.12.2012 г. во Дворце культуры им. В. С. Бондаря в Алексине.
Похоронен Владимир Романович Воронков на Стопкинском кладбище Алексина, рядом с могилой жены.